# Bonaparte en el Puente de Arcole
Bonaparte en el puente de Arcole es una pintura de Antoine-Jean Gros, que representa un episodio de la batalla del puente de Arcole. El joven general Napoleón Bonaparte dirige sus tropas para atacar el puente. La famosa pintura introduce al general en jefe del ejército francés directamente en la leyenda iconográfica de la campaña italiana.

## Descripción
La pintura muestra a Bonaparte en un encuadre cercano sosteniendo el asta de la bandera del ejército italiano en su mano izquierda. Viste el uniforme azul oscuro de los generales de la República con bordados dorados y cuello forrado de rojo, sus pantalones son del mismo color. Lleva un pañuelo negro que apenas deja al descubierto el cuello blanco de la camisa. Está ceñido con una faja bicolor con flecos dorados y un cinturón con gran hebilla cuadrada que sujeta la funda del sable desenvainado que sostiene en su mano derecha protegida por un guantelete, en la hoja del arma está inscrito «Bonaparte, ejército de Italia». El fondo, que sugiere un ambiente exterior, muestra un cielo lleno de nubes de humo a la izquierda, donde también se ven algunas casas. El suelo que bordea el río está pintado en tonos oscuros, y se puede distinguir una bala de cañón aún humeante. 

## Historia
- Pintado en Nápoles en 1796.

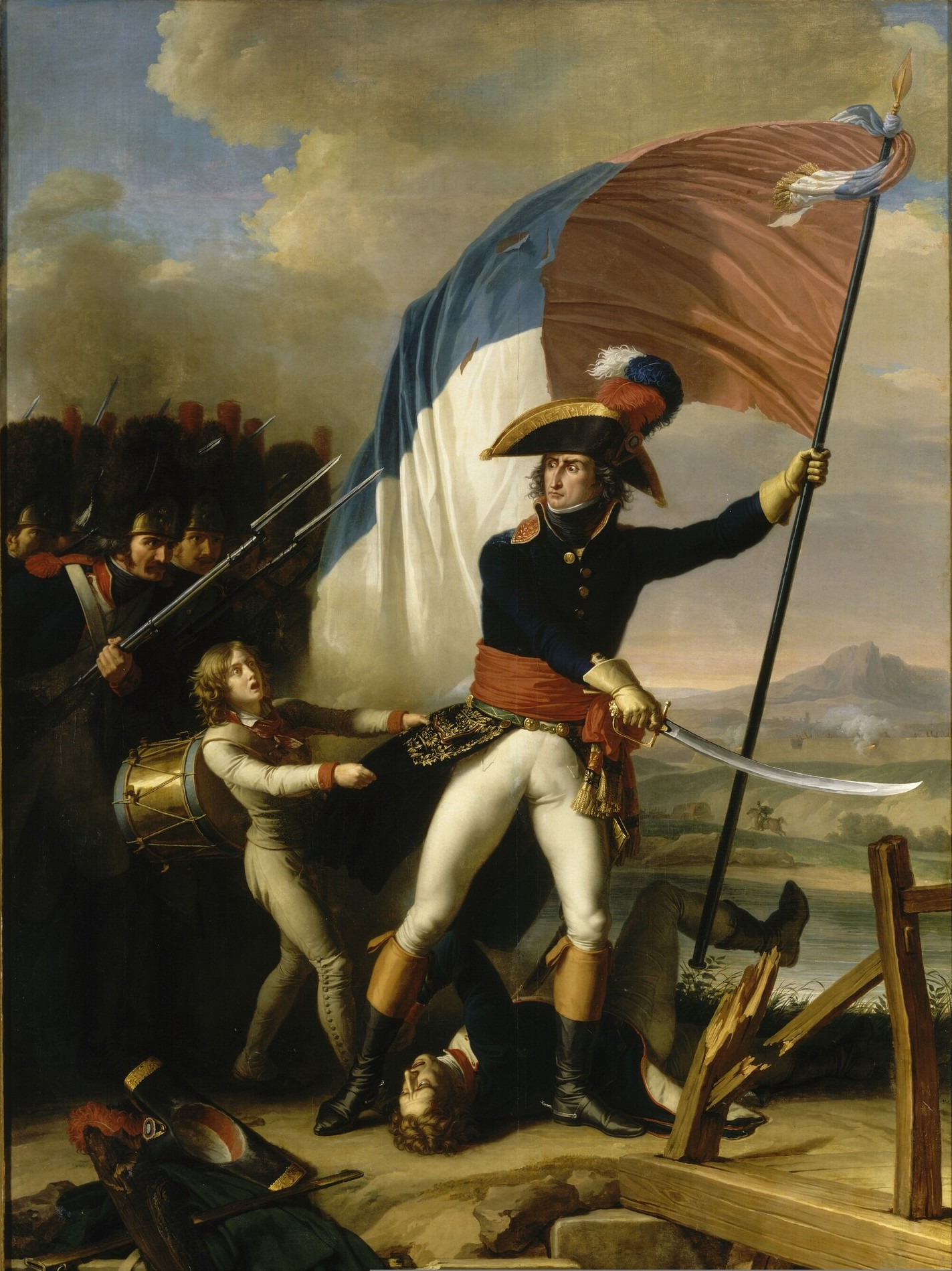
Augereau en el 'puente de Arcole (pintura de Charles Thévenin, 1798). Las pinturas y grabados que representan a Augereau cruzando el puente quedan eclipsados por la fuerza simbólica de los que representan a Bonaparte.

- En la colección de Napoleón Bonaparte.
- Presentado en el Salón de 1801. [2]
- En la colección de Napoleón III.
- Secuestrado en 1870.
- Regresó a la emperatriz Eugenia en 1871.
- Regalo de la emperatriz Eugenia en 1879 al  Museo del Louvre (número de inventario RF271).
- En el Palacio de Compiègne en 1901.
- Ingresó al Palacio de Versalles en 1938 (número de inventario MV 6314).

El cuadro de Gros representa el llamado cruce del puente de Arcole por los generales Augereau y Bonaparte aunque nunca lo cruzaron. El 15 de noviembre de 1796, Augereau fue detenido por un violento fuego frente al puente de Arcole. Este fracaso empuja a Bonaparte a arrebatar la bandera a un abanderado de un batallón de la 99 semibrigada y avanzar a pie hasta el centro del puente, donde planta el asta en la plataforma de madera. Pero cuando se da la vuelta, ve que la mayoría de los granaderos no lo han seguido, de ahí la mirada de reproche y preocupación que pinta Gros. En retirada, Bonaparte y los pocos soldados que le habían seguido huyen. El general es derribado y cae al pantano, de donde los soldados lo sacan del barro con dificultad. 
Gros recibe algunas sesiones de posado de Bonaparte. Según una carta del pintor a su madre, Napoleón no era capaz de quedarse quieto mucho tiempo así que la esposa del futuro emperador Josefina de Beauharnais, lo resolvió sentando a su marido en sus rodillas y abrazándole para que le dedicara el mayor tiempo posible. «Esbozada rápidamente, la escena subraya el voluntarismo del general cuya postura (cabeza vuelta hacia atrás para dar la imagen de un héroe solitario frente a sus tropas, busto hacia adelante) recuerda las antiguas representaciones de Clío, la musa de la Historia. La obra, cuya versión final sólo se presentará en el Salón de 1801, fue grabada inmediatamente para su distribución a los ejércitos y a París. Estos grabados formaban parte de una operación de propaganda destinada a atraer a una importante clientela militar y civil, alabando el genio militar y las agudas opiniones políticas de Bonaparte, su sencillez republicana y su excepcional coraje». De hecho, la campaña italiana fue «una campaña publicitaria que Francia viviría durante más de un año».
Posteriormente, este episodio dará lugar a múltiples imágenes e historias contrapuestas que delatan el grado de bonapartismo de los diferentes autores según la naturaleza y el alcance de sus omisiones. 

## Obras relacionadas
- Esbozado en París en el Museo del Louvre, fue aprobado por Bonaparte para la ejecución del cuadro definitivo.
- Otras versiones en:
  - Arenenberg, (Suiza, cantón de Turgovia), Museo Napoleón.
  - San Petersburgo, Museo del Hermitage.

Bonaparte en el puente de Arcole, estudio preparatorio pintado en 1796 para el retrato de Versalles (París, museo del Louvre), considerado en ocasiones superior a la obra definitiva. [6]
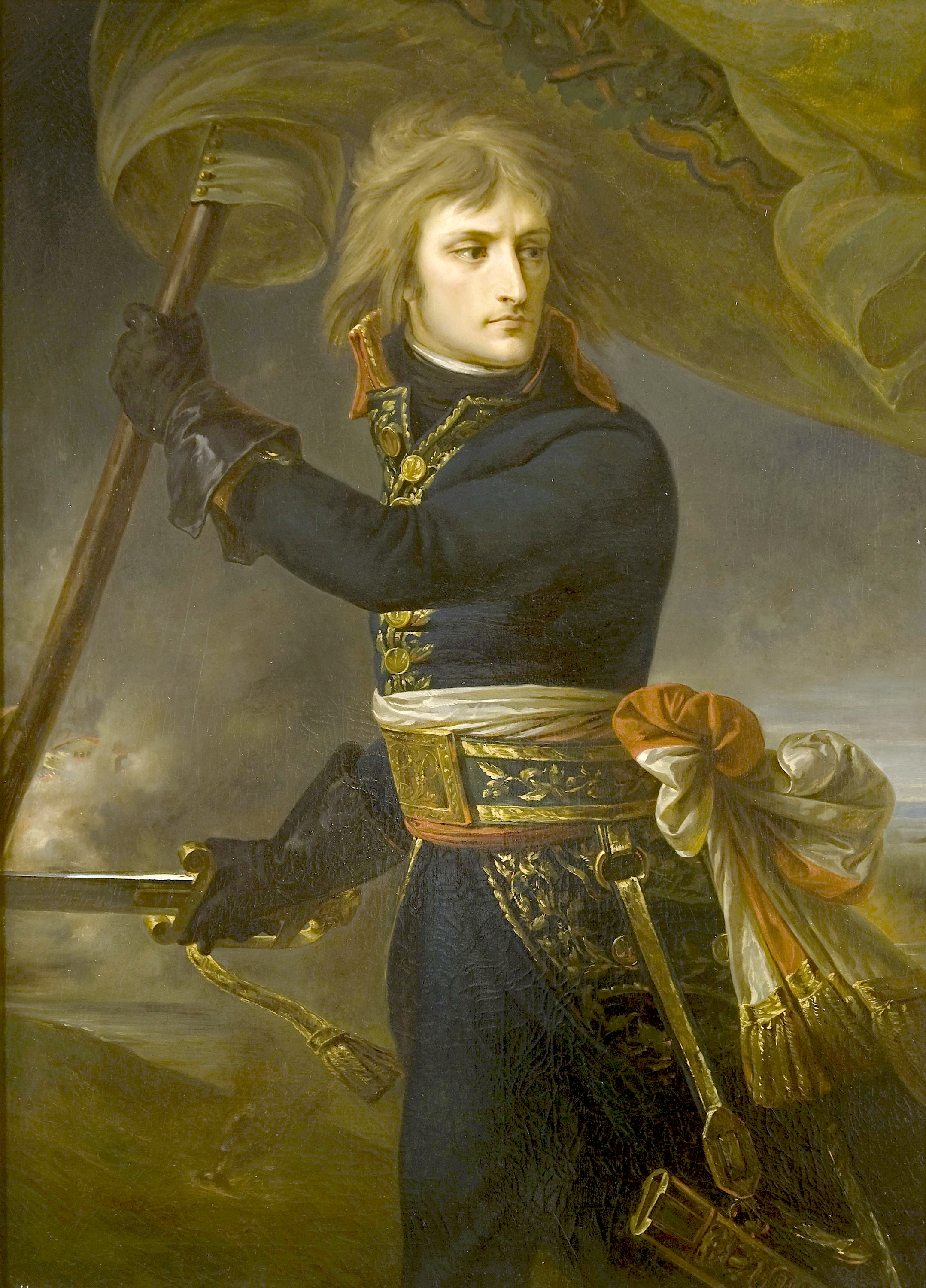
Versión pintada en 1796, conservada en Arenenberg en el museo Napoléon.
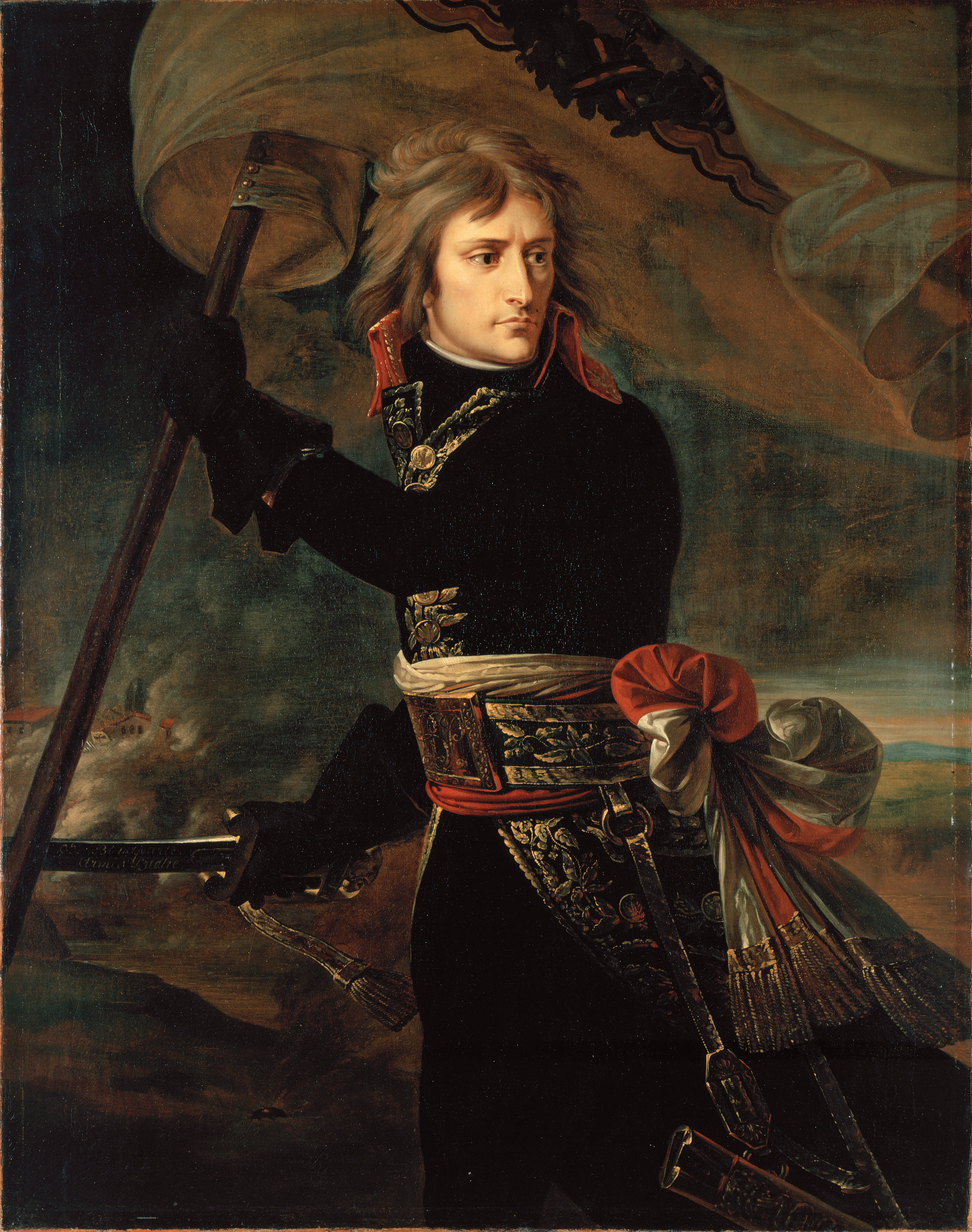
Versión de 1796-1797, conservada en San Petersburgo en el museo del Hermitage.